# Чешљар
Чешљар је мајстор занатлија који се бави производом и продајом чешљева. 

## Историјат
Почетком 17. века јављају се први чешљари. Чешљеве су углавно израђивали од говеђег рога, који се секао на мање комаде. Говеђи рог би се прво напарио да би се лакше савијао и обрађивао. Након тога су ишли у пресу, а после су се обрађивали секиром и тестером како би се добио жељени облик. Зупци чешља оштрили су се јегетом. 
Најскупљи чешљеви правили су се од рогова бивола. Богати су куповали чешљеве обложене златом.